# Montesquieu (Hérault)
Montesquieu település Franciaországban, Hérault megyében. Lakosainak száma 76 fő (2022. január 1.). Montesquieu Fos, Gabian, Pézènes-les-Mines, Roquessels, Vailhan és Valmascle községekkel határos.

## Népesség
A település népességének változása:
| Lakosok száma | 53   | 38   | 47   | 58   | 64   | 67   | 70   | 74   | 75   | 76   |
|               | 1968 | 1982 | 1990 | 2006 | 2013 | 2015 | 2017 | 2019 | 2020 | 2022 |